# IPREDator
IPREDator är en anonymiseringstjänst liknande Relakks, lanserad 2009 av bland andra Peter Sunde från The Pirate Bay, som respons mot IPRED-lagen.
Sedan 30 October 2020 har Ipredator flyttat till njalla, ett företag som drivits parallellt med Ipredator med en bredare verksamhet.